# Жайма
Жайма́ (каз. Жайма) — село у складі Жарминського району Абайської області Казахстану. Входить до складу Суикбулацької селищної адміністрації.
Населення — 211 осіб (2021; 463 у 2009, 522 у 1999, 1240 у 1989).
Національний склад станом на 1989 рік:
- казахи — 100 %